# Władisław Wieczkanow
Władisław Siergiejewicz Wieczkanow (ros. Владислав Сергеевич Вечканов, ur. 22 lutego 1997 r. w Złatoust) – rosyjski biegacz narciarski.

## Kariera
Po raz pierwszy na arenie międzynarodowej Władisław Wieczkanow pojawił się w 13 marca 2014 roku, podczas zawodów "Mistrzostw Rosji Juniorów" w rosyjskiej miejscowości Syktywkar, gdzie uplasował się na 39. miejscu w sprincie stylem klasycznym.
W Pucharze Świata zadebiutował 28 stycznia 2018 roku w Seefeld, gdzie zajął 59. miejsce na dystansie 15 km stylem dowolnym ze startu wspólnego. Pucharowych punktów jeszcze nie wywalczył.

## Osiągnięcia

### Mistrzostwa świata juniorów
| Miejsce | Dzień       | Rok  | Miejscowość    | Konkurencja              | Czas biegu  | Strata | Zwycięzca              |
| ------- | ----------- | ---- | -------------- | ------------------------ | ----------- | ------ | ---------------------- |
| 7.      | 22 lutego   | 2016 | Râșnov         | Sprint stylem dowolnym   | 2:31,42 min | —      | Johannes Høsflot Klæbo |
| 10.     | 30 stycznia | 2017 | Soldier Hollow | Sprint stylem klasycznym | 3:43,00 min | —      | Janosch Brugger        |
| 1.      | 1 lutego    | 2017 | Soldier Hollow | 10 km stylem dowolnym    | 23:08,6 min | —      | —                      |
| 2.      | 3 lutego    | 2017 | Soldier Hollow | 20 km bieg łączony       | 49:40,5 min | —      | —                      |
| 3.      | 5 lutego    | 2017 | Soldier Hollow | bieg sztafetowy 4×5 km   | 49:36,1 min | +0,4 s | Norwegia               |

### Mistrzostwa świata młodzieżowców (U-23)
| Miejsce | Dzień   | Rok  | Miejscowość    | Konkurencja                          | Czas biegu  | Strata      | Zwycięzca               |
| ------- | ------- | ---- | -------------- | ------------------------------------ | ----------- | ----------- | ----------------------- |
| 18.     | 1 marca | 2020 | Oberwiesenthal | Sprint stylem dowolnym               | 2:38,56 min | —           | Vebjørn Hegdal          |
| 23.     | 3 marca | 2020 | Oberwiesenthal | 15 km stylem klasycznym              | 36:26,4 min | +3:01,1 min | Siergiej Ardaszew       |
| 15.     | 4 marca | 2020 | Oberwiesenthal | 30 km stylem dowolnym (start masowy) | 1:12:42,0 h | +3:19,3 min | Harald Østberg Amundsen |

### Olimpijski festiwal młodzieży Europy
| Miejsce | Dzień       | Rok  | Miejscowość | Konkurencja              | Czas biegu  | Strata      | Zwyciężczyni    |
| ------- | ----------- | ---- | ----------- | ------------------------ | ----------- | ----------- | --------------- |
| 14.     | 26 stycznia | 2015 | Steg        | 10 km stylem klasycznym  | 27:08,9 min | +1:17,2 min | Petter Stakston |
| 4.      | 28 stycznia | 2015 | Steg        | 7,5 km stylem dowolnym   | 19:06,0 min | +29,2 s     | Janosch Brugger |
| 5.      | 29 stycznia | 2015 | Steg        | Sprint stylem klasycznym | —           | —           | Petter Stakston |

### Puchar Świata

#### Miejsca w klasyfikacji generalnej
| Sezon     | Miejsce           |
| --------- | ----------------- |
| 2017/2018 | niesklasyfikowany |

#### Miejsca na podium
Pellegrin nigdy nie stał na podium indywidualnych zawodów Pucharu Świata.

#### Miejsca w poszczególnych zawodachPucharu Świata
stan po zakończeniu sezonu 2017/2018
| Sezon 2017/2018                                                                         |                      |                      |    |                         |                            |                   |                       |                         |                         |                          |                             |                            |                           |                              |                             |     |                     |                      |                         |                      |                         |                   |                      |                     |                      |                    |                       |                       |     |        |        |        |        |        |        |        |        |        |        |        |        |        |        |        |        |        |        |        |        |        |        |        |        |        |
| Ruka 24.11 (SP C)                                                                       | Ruka 25.11 (15 km C) | Ruka 26.11 (15 km F) | RT | Lillehammer 2.12 (SP C) | Lillehammer 3.12 (2×15 km) | Davos 9.12 (SP F) | Davos 10.12 (15 km F) | Toblach 16.12 (15 km F) | Toblach 17.12 (15 km C) | Lenzerheide 30.12 (SP F) | Lenzerheide 31.12 (15 km C) | Lenzerheide 1.01 (15 km F) | Oberstdorf 4.01 (15 km F) | Val di Fiemme 6.01 (15 km C) | Val di Fiemme 7.01 (9 km F) | TdS | Drezno 13.01 (SP F) | Planica 20.01 (SP C) | Planica 21.01 (15 km C) | Seefeld 27.01 (SP F) | Seefeld 28.01 (15 km F) | Lahti 3.03 (SP F) | Lahti 4.03 (15 km C) | Drammen 7.03 (SP C) | Oslo 10.03 (50 km F) | Falun 16.03 (SP F) | Falun 17.03 (15 km C) | Falun 18.03 (15 km F) | FPŚ | punkty | punkty | punkty | punkty | punkty | punkty | punkty | punkty | punkty | punkty | punkty | punkty | punkty | punkty | punkty | punkty | punkty | punkty | punkty | punkty | punkty | punkty | punkty | punkty | punkty |
| -                                                                                       | -                    | -                    | -  | -                       | -                          | -                 | -                     | -                       | -                       | -                        | -                           | -                          | -                         | -                            | -                           | -   | -                   | -                    | -                       | -                    | 59                      | -                 | -                    | -                   | -                    | -                  | -                     | -                     | -   | 0      | 0      | 0      | 0      | 0      | 0      | 0      | 0      | 0      | 0      | 0      | 0      | 0      | 0      | 0      | 0      | 0      | 0      | 0      | 0      | 0      | 0      | 0      | 0      | 0      |
| Legenda                                                                                 |                      |                      |    |                         |                            |                   |                       |                         |                         |                          |                             |                            |                           |                              |                             |     |                     |                      |                         |                      |                         |                   |                      |                     |                      |                    |                       |                       |     |        |        |        |        |        |        |        |        |        |        |        |        |        |        |        |        |        |        |        |        |        |        |        |        |        |
| 1 2 3 4-10 11-30 31-100 wyniki anulowane - – zawodnik nie wystartował TdS – Tour de Ski |                      |                      |    |                         |                            |                   |                       |                         |                         |                          |                             |                            |                           |                              |                             |     |                     |                      |                         |                      |                         |                   |                      |                     |                      |                    |                       |                       |     |        |        |        |        |        |        |        |        |        |        |        |        |        |        |        |        |        |        |        |        |        |        |        |        |        |